# Labadieville, Louisiana
Labadieville, Louisiana (енгл. Labadieville) насељено је место без административног статуса у америчкој савезној држави Луизијана.

## Демографија
По попису из 2010. године број становника је 1.854, што је 43 (2,4%) становника више него 2000. године.
| Група             | 2000.         | 2010.         |
| Белци             | 1.456 (80,4%) | 1.438 (77,6%) |
| Афроамериканци    | 317 (17,5%)   | 343 (18,5%)   |
| Азијати           | 3 (0,2%)      | 1 (0,1%)      |
| Хиспаноамериканци | 20 (1,1%)     | 42 (2,3%)     |
| Укупно            | 1.811         | 1.854         |